# Aumsville, Oregon
Aumsville, Oregon (енгл. Aumsville) град је у америчкој савезној држави Орегон.

## Демографија
По попису из 2010. године број становника је 3.584, што је 581 (19,3%) становника више него 2000. године.
| Група             | 2000.         | 2010.         |
| Белци             | 2.494 (83,1%) | 2.813 (78,5%) |
| Афроамериканци    | 9 (0,3%)      | 17 (0,5%)     |
| Азијати           | 14 (0,5%)     | 20 (0,6%)     |
| Хиспаноамериканци | 342 (11,4%)   | 517 (14,4%)   |
| Укупно            | 3.003         | 3.584         |